# Gérard Dessalles
 (mars 2024).
Pour les articles homonymes, voir Dessalles.
Gérard Dessalles, est un acteur, metteur en scène, directeur artistique et écrivain français.

## Théâtre
- 1966 : Trio pour deux Canaris, de Bernard Da Costa mise en scène de Pierre Spivakoff, au café-théâtre Le Colbert - Raspail avec Valia Boulay
- 1972 : Marie Samary, mise en scène Pierre Spivakoff, studio des Champs-Elysées
- 1974 : Du théâtre au champ d'honneur et L'Aveu de Sarah Bernhardt, mise en scène Pierre Spivakoff, studio des Champs-Elysées
- 1992 : Carnaval, texte et mise en scène de Gérard Dessalles, au Théâtre 14 Jean-Marie-Serreau avec Anne Deleuze, Tania Torrens, Michel Barbey, Jean-Pierre Leroux et Pascal Renwick[1]

## Filmographie

### Cinéma
- 1965 : Gaspard des montagnes de Jean-Pierre Decourt : le gamin
- 1966 : L'Attentat de Jean-François Davy
- 1966 : Ils sont nus de Claude Pierson
- 1968 : Faut pas prendre les enfants du bon Dieu pour des canards sauvages (non crédité) de Michel Audiard : un homme de main de M.Fred
- 1972 : Far from Dallas
- 1973 : Le Dingue de Daniel Daert
- 1975 : Adieu poulet de Pierre Granier-Deferre : un inspecteur
- 1978 : Le Dossier 51 de Michel Deville
- 1980 : Engrenage de Ghislain Vidal
- 1980 : Le Voyage en douce : Voice
- 1981 : La Gueule du loup de Michel Léviant : Un inspecteur
- 1988 : La Queue de la comète
- 1988 : Envoyez les violons : Jacques Verdier
- 1992 : 588, rue Paradis d'Henri Verneuil
- 2002 : Une petite fée (court-métrage)
- 2002 : Le P’tit Pardon (court-métrage)
- 2002 : La Famille selon Mathieu (court-métrage)
- 2004 : Une vie en l'air d'Emmanuel Malka
- 2005 : Au bar des amis (court-métrage)
- 2007 : Les Ballets écarlates
- 2008 : Le Voyage (court-métrage)
- 2009 : Le Village des ombres : Charles Malville
- 2012 : Entretien avec un zombie (court-métrage)
- 2018 : L'Apparition de Xavier Giannoli : Stéphane Mornay
- 2019 : Vous êtes jeunes, vous êtes beaux : Jacques

### Télévision
- 1968 : Les Diables au village : Claudius
- 1973 : Pour Vermeer de Jacques Pierre
- 1977 : Les Enquêtes du commissaire Maigret, épisode Au rendez-vous des Terre-Neuvas de Jean-Paul Sassy
- 1992 : Hélène et les Garçons : Lui-même (dernier épisode seulement)
- 1996 : La Nouvelle Tribu de Roger Vadim (mini-série)
- 2003 : Julie Lescaut, épisode Le Voyeur (12.2) : Miren
- 2006 : Hé m'sieur ! ou  Des yeux pour entendre : M. Beroin
- 2010 : Sable noir, épisode Légende de sang : le maire
- 2011 : Joséphine, ange gardien, épisode Une prof (13.4): Henri, le professeur de mathématiques

## Doublage
Note : Les dates inscrites en italique correspondent aux sorties initiales des films dont Gérard Dessalles a assuré le redoublage ou le doublage tardif.

### Cinéma

#### Films
- Terence Hill dans :
  - Trinita voit rouge (1970) : Marco
  - On l'appelle Trinita[2] (1970) : Trinita

- Steve Bisley dans :
  - Mad Max (1979)[3] : Jim « Mother » Goose
  - Réaction en chaîne (1980) : Larry Stilson

- 1971 : L'Apprentie sorcière[4] : M. Le Merlu (Bob Holt)
- 1971 : Libération : diverses voix
- 1971 : Le Décaméron : Masetto de Lamporecchio (Vincenzo Amato)
- 1971 : L'Hôpital : Hitchcock (Jordan Charney)
- 1971 : La Rage du tigre : Feng Chun-Chieh (Ti Lung) (1er doublage)
- 1972 : Jeremiah Johnson : Jeremiah Johnson (Robert Redford)
- 1972 : Maintenant, on l'appelle Plata : Naso (Riccardo Pizzuti)
- 1972 : Carnage : Shaughnessy (Howard Platt)
- 1972 : La Poussière, la Sueur et la Poudre : Dixie Brick (Bo Hopkins)
- 1972 : Un pigeon mort dans Beethovenstrasse : M. Fong (Anthony Chinn)
- 1973 : Un petit Indien (One Little Indian) de Bernard McEveety : le lieutenant Cummins (Robert Pine)
- 1974 : Alice n'est plus ici : David (Kris Kristofferson)
- 1974 : Mon nom est Trinita : le capitaine Howard Johnson (Luciano Catenacci) et le lieutenant Stevens (Remo de Angelis)
- 1975 : Le Blanc, le Jaune et le Noir : le major Donovan (Manuel de Blas)
- 1975 : Les Insectes de feu : Gerald Metbaum (Richard Gilliland)
- 1976 : King Kong : Jack Prescott (Jeff Bridges)
- 1977 : La Théorie des dominos : Lenny (James W. Gavin)
- 1978 : Zombie : Peter (Ken Foree)
- 1978 : En route vers le sud : le député Towfield (Christopher Lloyd)
- 1979 : Mélodie meurtrière : Giardino (Peppe Barra)
- 1980 : La Secte des cannibales : Jonas Melvyn (Ivan Rassimov)
- 1980 : Stardust Memories : un fanatique d'ufologie[Qui ?]
- 1981 : La Main du cauchemar : Brian Ferguson (Bruce McGill)
- 1981 : Deux filles au tapis : Joe Greene (Joe Greene)
- 1981 : Fanatique : Jake Berman (James Garner)
- 1983 : Le Retour de l'inspecteur Harry : Horace King (Albert Popwell)
- 1985 : Police fédérale Los Angeles : Rick Masters (Willem Dafoe)
- 1986 : La Loi de Murphy : Ed Remake (James Luisi)
- 1986 : Les Aventures de Jack Burton dans les griffes du Mandarin : Thunder (Carter Wong)
- 1986 : Le flic était presque parfait : Neil Pepper (John Turturro)
- 1987 : Extrême Préjudice : le major Paul Hackett (Michael Ironside)
- 1989 : Chien de flic : l'inspecteur Michael « Mike » Dooley (James Belushi)
- 1989 : Délit d'innocence : Malcolm (M. C. Gainey)
- 1990 : Une trop belle cible : Pauling (Fred Ward)
- 1991 : Borrower : le capitaine Scarcelli (Larry Pennell)
- 1995 : Les Légendes de l'Ouest : Paul Bunyan (Oliver Platt)
- 1997 : L.A. Confidential : le procureur Général Ellis Loew (Ron Rifkin)
- 2002 : K-19 : Le Piège des profondeurs : l'amiral Bratyeev (John Shrapnel)
- 2004 : Benjamin Gates et le Trésor des Templiers : Woodruff (Ron Canada) et Powell (Stewart Finlay-McLennan)
- 2005 : Burt Munro : Frank (Tim Shadbolt)
- 2006 : The Queen : le portraitiste (Earl Cameron)
- 2006 : Population 436 : Dr Harold James Greaver (David Fox)
- 2009 : 2012 : le professeur West, scientifique (John Billingsley)
- 2011 : La Dame de fer : l'amiral Leach (Nicholas Jones (en))
- 2011 : Drive : Shannon (Bryan Cranston)
- 2011 : Transformers 3 : La Face cachée de la Lune : Roadbuster (Ron Bottitta)
- 2011 : My Week with Marilyn : Richard Wattis (Richard Clifford)
- 2012 : God Bless America : le pédophile mangeant un pancake (Tony V.) et l'ancien combattant dans le film du cinéma [Qui ?]
- 2013 : Upside Down : Albert (Blu Mankuma)
- 2013 : G.I. Joe : Conspiration : le chef d'état-major des armées (Afemo Omilami)
- 2014 : Dracula Untold : le général Omer (Joseph Long)
- 2015 : Top Five : Carl Allen (Ben Vereen)
- 2016 : The Nice Guys : l'homme de main âgé (Keith David)
- 2020 : Da 5 Bloods : Frères de sang : Melvin (Isiah Whitlock Jr.)

#### Films d'animation
- 1975 : Le Petit Cheval bossu[5] :  narrateur
- 2002 : Le Royaume des chats : Toto
- 2003 : La Famille Delajungle le film : Jomo, le gorille
- 2003 : Les Énigmes de l'Atlantide : Edgar Volgud
- 2008 : Igor : James Lipton

### Télévision

#### Téléfilms
- Richard Marcus dans :
  - Le Caméléon : Caméléon contre caméléon (2001) : M. Raines
  - Le Caméléon : L'Antre du Diable (2001) : M. Raines
- 1973 : Au seuil de la psychose : Tom Kovack (Leonard Nimoy)
- 1992 : La Loi du désert : Tom Burton (Rutger Hauer)
- 2000 : Nuremberg : Rudolph Hess (Roc LaFortune)
- 2009 : La Dernière Évasion : le général Jonathan Krantz (Leon Russom)
- 2010 : Le Tumulte des sentiments : Sean Bassett (Ian McElhinney)
- 2011 : La Tentation d'aimer : Raimund (Michael Brandner)
- 2012 : Au cœur de la famille : Winchester (Ron Canada)
- 2013 : Rendez-moi ma fille : Dr White (John Rubinstein)

#### Séries télévisées
- John Rubinstein dans :
  - Hawthorne: infirmière en chef (2009) : Dr Henry Lee (saison 1 épisode 8)
  - Desperate Housewives (2009-2012) : Principal Hobson
  - Super Hero Family (2011) : Dr Klein
  - Perception (2014-2015) : Agent Jack Crawford
- Thom Barry dans :
  - Cold Case : Affaires classées (2003-2010) : Will Jeffries
  - Dr House (2012) : Dr Sykes (saison 8 épisode 1)
  - Blue Bloods (2013) : ADA Saul Ward (saison 3 épisode 12)
- Leon Russom dans :
  - Prison Break (2006-2009) : Général Jonathan Krantz
  - Bones (2007) : L'archevêque Stephen Wallace (saison 3 épisode 8)
- Ron Canada dans :
  - The Shield (2003-2004) : Tom Bankston
  - A la Maison Blanche (2003-2006) : Le Sous-Secrétaire d'État Theodore Barrow (2e voix)
- James Handy dans :
  - Le Caméléon (1996) : Steve Hanlon (saison 1 épisode 4)
  - À la Maison-Blanche (2000-2001) : le représentant de Pennsylvanie Joseph Bruno (2e voix) (saison 3 épisode 10)
- 1976 : Moi Claude empereur : Hérode Agrippa (James Faulkner) (épisode 4)
- 1978 : La Préférée : Roberto Steen (Rubens de Falco)
- 1979 : Le Muppet Show : Sylvester Stallone (saison 3 épisode 20, 1er doublage)
- 1981-1990 : Falcon Crest : Dr Otto Foster (Thomas Callaway) (1re voix) / Gustav Riebmann (Paul Freeman) (1re voix)
- 1983-1991 : Le Voyageur : l'auto-stoppeur (Page Fletcher)
- 1983 : Zorro et fils : El Excellente (Dick Gautier)
- 1986-1987 : Dallas : B.D. Calhoun (Hunter von Leer)
- 1986-1987 : Dynastie : Ben Carrington (Christopher Cazenove)
- 1987 : Amour, Gloire et Beauté : David Reed (Stephen Shortridge)
- 1990-1991/2017 : Twin Peaks : Adjoint Tommy « Hawk » Hill (Michael Horse) (saison 1 et saison 3)
- 1991-1998 : Tarzan : Tarzan (Wolf Larson)
- 1993-1994 : Melrose Place : Palmer Woodward (Wayne Tippit)
- 1994 : Le Fléau : le général Starkey (Ed Harris)
- 1993-1998 : X-Files : Martin Luther King (Martin Luther King) (saison 4 épisode 7) / Dr. Heitz Werber (2e voix) (saison 5 épisodes 13, 14)
- 1996-2000 : Le Caméléon : M. Raines (Richard Marcus) / le général de la US Air Force (William Wellman Jr.) (saison 1 épisode 3) / Dr Walter Garber (David Spielberg) (saison 1 épisode 7) / Ian Tottenham (Jack Heller) (saison 2 épisode 9)
- 1997 : Buffy contre les vampires : Bob, le chef de la police (Brian Reddy) (1re voix) (saison 2 épisode 3) / Philip Henry (Stuart McLean) (saison 2 épisode 8) / le gardien de la morgue (Tony Sears) (saison 2 épisode 8)
- 1998 : Les tribulations du Cabotin
- 2001 : À la Maison-Blanche : Jonathan (Steven J. Levy)  (saison 3 épisode 5)
- 2001 : 24 heures chrono : narrateur
- 2004-2005 : The L Word : Franklin Philips (Michael Tomlinson)
- 2004-2005 : Boston Justice : le juge Harry Hingham (H. Richard Greene) / Walter Mack (Willie C. Carpenter) (saison 1 épisode 7)
- 2004 : Alias : le sénateur George Reed (Raymond J. Barry) / le « troisième homme » (Leland Crooke) (saison 5 épisode 12)
- 2004 : Miss Marple : Dr David Quimper (Griff Rhys Jones) (saison 2 épisode 2)
- 2005 : Into the West : le général William T. Sherman (Joshua Bryant)  (saison 1 épisode 4)
- 2006 : Deadwood : Jack Langrishe (Brian Cox)
- 2007-2012 : Burn Notice : Bruce Gellman (Steve DuMouchel) (saison 6 épisode 2)
- 2008 : New York Unité Spéciale : Michael Rowan (Ross Bickell)  (saison 10 épisode 15)
- 2010 : Damages : Dr Karl Brandt (Larry Keith)
- 2010 : Sherlock : Kenny Prince (John Sessions)  (saison 1 épisode 3)
- 2011 : Castle : Christian Dahl (Brett Cullen)  (saison 3 épisode 12)
- 2014 : Madam Secretary : le général Mitch Sarno (Chuck Cooper)  (saison 1 épisode 19)
- 2015 : True Detective : le détective Teague Dixon (W. Earl Brown)
- 2015 : Gotham : Paul Cicero (Mark Margolis)

#### Séries animées
- 1981 : Arok le barbare : Arok (2e voix)
- 1982-1984 : L'Académie des ninjas : Professeur Gato
- 1983-1984 : Embrasse-moi Lucile : Sheler
- 1988 : RoboCop : Le narrateur
- 1988-1989 : COPS : Donny « Hardtop »
- 1989 : Ranma ½ : Aristide (1re voix)
- 1989-1991 : Sally la petite sorcière : Le père de Sally
- 1990-1993 : Widget : Widget
- 1990 : Caroline : le papa de Caroline
- 1992 : Où est Charlie ? : le narrateur
- 1992-1993 : Conan l'Aventurier : Conan, Chan (le grand-père de Conan)
- 1993 : Sailor Moon : l'homme masqué (Bourdu) (saison 2 épisode 47)
- 2001-2006 : La Ligue des justiciers : Mirror Master / Persuader / Gentleman Ghost

### Jeux vidéo
- 1998 : Jade Cocoon : Koris, le maître des cocons bleus / narrateur
- 1999 : The Nomad Soul : Meshka'n, Namtar, Yob, mécagardes, voix des publicités Chokovat/prothèses Khonsu, voix additionnelles
- 2000 : American McGee's Alice : le gnome aveugle
- 2000 : Galerians : voix additionnelles
- 2001 : Star Wars: Galactic Battlegrounds : Gouverneur de Reytha
- 2001 : Star Wars: Starfighter : Nym
- 2002 : Star Wars: Jedi Starfighter : Nym
- 2002 : Medal of Honor : Débarquement allié : capitaine Ramsey
- 2002 : Age of Mythology : Ajax, Kamos et voix diverses
- 2002 : Blood Omen 2: Legacy of Kain : Magnus et voix additionnelles
- 2002 : Mafia : diverses voix
- 2002 : Medal of Honor : En première ligne : narrateur
- 2002 : The Elder Scrolls III: Morrowind : hommes Argoniens
- 2003 : Command and Conquer: Generals : Faction Chinoise (Char Empereur)
- 2003 : SpellForce: The Order of Dawn : Darius Servil, voix additionnelles
- 2003 : Sly Raccoon : Panda King
- 2003 : Star Wars: Knights of the Old Republic : Gadon Thek
- 2003 : Tron 2.0 : Jeu_C
- 2003 : Age of Mythology: The Titans : Ajax et voix diverses
- 2004 : Fable : Diverses voix
- 2004 : Far Cry : colonel Richard Crowe
- 2004 : SpellForce: The Breath of Winter : Darius Servil
- 2004 : SpellForce: Shadow of the Phoenix : Darius Servil
- 2005 : Call of Duty 2 : le général Brejnev
- 2005 : Call of Duty 2: Big Red One : Colonel Young
- 2005 : Star Wars: Battlefront 2 : opérateur de la République
- 2005 : Sly 3 : Panda King
- 2005 : Mortal Kombat: Shaolin Monks
- 2006 : Gothic 3 : Xardas, le nécromancien
- 2006 : Paraworld : le mentor
- 2006 : Le Parrain : Don Barzini (première scène uniquement), Jimmy Denunzio, Don Cuneo
- 2006 : Guild Wars Nightfall : Zhed Pattesombre, Maître des Soupirs, Goren
- 2006 : Dark Messiah of Might and Magic : Kha-Beleth, le démon souverain
- 2007 : Assassin's Creed : soldats et archers croisés
- 2007 : Bioshock : Sullivan et des chrosômes
- 2007 : Call of Duty 4: Modern Warfare : sergent Griggs
- 2007 : Crysis : voix masculine de la nanocombinaison
- 2007 : Spider-Man 3 : Mr Chen
- 2007 : The Witcher : le Révérend
- 2008 : Prince of Persia : Ahirman (voix masculine)
- 2008 : World of Warcraft: Wrath of the Lich King : Loken  /  Malygos
- 2009 : Assassin's Creed II : voix additionnelles
- 2009 : Transformers : La Revanche : le directeur Theodore Galloway
- 2010 : Call of Duty: Black Ops : Dr Fredrich Steiner / Dr Edward Richtofen
- 2010 : World of Warcraft: Cataclysm : Nefarian
- 2011 : Professeur Layton et l'Appel du Spectre : commissaire Jakes
- 2012 : Call of Duty: Black Ops II : Edward Richtofen, Stanley Ferguson, Brutus
- 2012 : Hitman: Absolution : Dennis Strickland, le juge du tribunal d'Hope
- 2013 : Lego Marvel Super Heroes : la Chose, le Professeur X
- 2013 : Warface :Oberon White
- 2014 : Professeur Layton vs. Phoenix Wright: Ace Attorney : le juge de Labyrinthia
- 2015 : Call of Duty: Black Ops III : Edward Richtofen
- 2017 : Destiny 2 : Asher Mir
- 2017 : The Legend of Zelda : Breath of the Wild : le roi Rhoam Bosphoramus Hyrule
- 2018 : Call of Duty: Black Ops IIII : Edward Richtofen, Stanley Ferguson, Brutus
- 2020 : Hyrule Warriors : L'Ère du Fléau : le roi Rhoam Bosphoramus Hyrule

- 2021 : Call of Duty: Black Ops Cold War : Edward Richtofen

### Documentaire
- 2009 : Sur les traces de Sindbad le marin[6] : voix off

### Direction artistique
Séries télévisées
- 2011 : The Promise: Le Serment
- 2011-2021 : Shameless

Série d'animation
- 2016-2018 : Voltron, le défenseur légendaire

Jeu vidéo
- 2003 : Les Looney Tunes passent à l'action

## Publications
- Les Tritons Périphérique-Nord, TheBookEdition.com, 2014 (auto-édition)
- Les Murènes rouges, TheBookEdition.com, 2014
- Jungle Noire-Île de Fer, TheBookEdition.com, 2014
- Le Labyrinthe vertical, TheBookEdition.com, 2014
- Abyssal Vertige, TheBookEdition.com
- Spatial Vertige, TheBookEdition.com
- Aiguillages malveillants, TheBookEdition.com
- Des essaims de drones, TheBookEdition.com
- Le menhir disloqué, TheBookEdition.com
- La malédiction de l'épaule droite, TheBookEdition.com
- Des fourmis bleues dans la tête, TheBookEdition.com
- Le grand luxuriant, TheBookEdition.com